# Malvern Autocraft
Malvern Autocraft war ein britischer Hersteller von Automobilen.

## Unternehmensgeschichte
Rick Jones und Ian Bowse gründeten 1992 das Unternehmen in Malvern in der Grafschaft Worcestershire. Sie begannen mit der Produktion von Automobilen und Kits. Der Markenname lautete Triad. 1998 endete die Produktion.

## Fahrzeuge
Im Angebot standen die Modelle Sport und der davon abgeleitete Warrior in Leichtbauweise. Dabei handelte es sich um überarbeitete Versionen des Mosquito. Es waren Dreiräder mit hinterem Einzelrad. Die Basis bildete ein neuer Spaceframe-Rahmen. Darauf wurde eine offene einteilige Karosserie aus Fiberglas montiert.
Eine Quelle gibt an, dass neun Sport und drei Warrior hergestellt wurden. Eine andere Quelle nennt 16 Exemplare alleine bis 1996. Dem Mosquito- und Triad-Register sind neun Fahrzeuge bekannt.